# Inflorescência

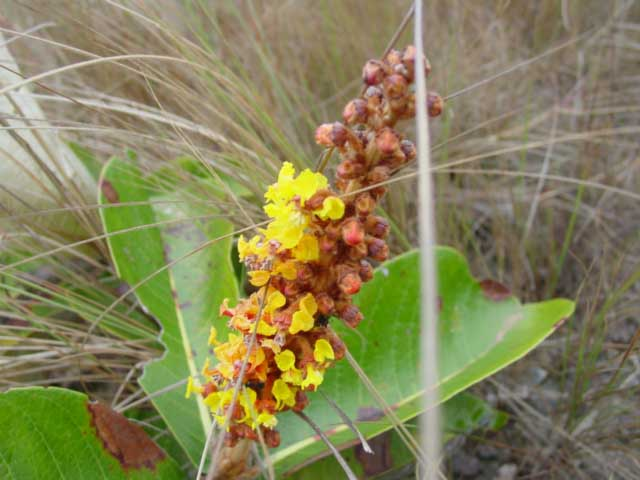
Racemo de Byrsonima tuberosa, planta do cerrado brasileiro

Inflorescência é um conjunto de flores dispostas em um eixo caulinar ou qualquer sistema de ramificação que termine em flores. Morfologicamente, é a parte modificada da parte aérea das plantas com sementes (espermatófitas) onde as flores são formadas no eixo de uma planta. Pode-se também definir uma inflorescência como a porção reprodutiva de uma planta que apresenta um conjunto de flores em um padrão específico.
O caule que contém toda a inflorescência é chamado de pedúnculo. O eixo principal acima do pedúnculo que carrega as flores ou ramos secundários é chamado de raque. O caule de cada flor na inflorescência é chamado de pedicelo. Uma flor que não faz parte de uma inflorescência é chamada de flor solitária e sua haste também é chamada de pedúnculo. O estágio de frutificação de uma inflorescência é conhecido como infrutescência.
Muitas famílias botânicas distinguem-se facilmente pelo seu tipo de inflorescência, como o espádice das Araceae, as umbelas das Apiaceae ou os capítulos das Asteraceae.

## Características gerais
As inflorescências são descritas por muitas características diferentes, incluindo como a disposição floral no pedúnculo, a ordem de floração das flores e como os diferentes cachos de flores são agrupados dentro dele. Esses termos são representações gerais, pois as plantas na natureza podem apresentar uma combinação de vários tipos.
As inflorescências costumam ter folhagem modificada diferente da parte vegetativa da planta. Considerando o significado mais amplo do termo, qualquer folha associada a uma inflorescência é chamada de bráctea. Uma bráctea geralmente está localizada no nó onde se forma o caule principal da inflorescência, unido à raque da planta, mas outras brácteas podem existir dentro da própria inflorescência. Eles servem a uma variedade de funções que incluem atrair polinizadores e proteger flores jovens.

## Tipos
Há uma imensa diversidade de conformações diferentes de inflorescências e diferentes formas de agrupá-las. Quanto à posição, uma inflorescência pode ser axilar ou terminal. As inflorescências podem ser classificadas quanto ao número de flores, podendo ser unifloras (contendo uma flor na extremidade do pedúnculo ou eixo, como no brinco-de-princesa), ou plurifloras (contendo várias flores no mesmo pedúnculo ou eixo). As inflorescências plurifloras podem ainda ser simples (com um eixo primário que produz pedicelos com uma flor), ou compostas (com um eixo primário que produz pedicelos que se ramificam). 

### Inflorescência simples
Existem inflorescências "indefinidas" ou "definidas", se o eixo principal das mesmas termina com uma gema terminal ou por uma flor.

#### Indefinida ou racemosas
As inflorescências simples indefinidas são geralmente chamadas de racemosas. Numa inflorescência indefinida, o eixo principal termina numa gema terminal que se alonga, em teoria, indefinidamente, emitindo lateralmente flores ou eixos secundários com mais flores. As flores da base florescem em primeiro lugar, seguindo-se as outras, em direção ao cume da inflorescência. A inflorescência típica, neste caso, é o racemo.
Tipos de inflorescências indefinidas incluem:
- Racemo ou cacho, na qual os pedicelos das flores se inserem em diferentes níveis no eixo comum, alcançando diferentes alturas.
- Panícula, formada por um conjunto de racemos, na qual os ramos decrescem da base para o ápice.
- Espiga, contendo flores sésseis ou subsésseis situadas em diversas alturas sobre um eixo primário.
- Espádice, uma variação da espiga em que o eixo primário é carnoso e envolto por uma bráctea modificada denominada espata.
- Umbela, com pedúnculos florais que partem todos do mesmo ponto e têm comprimento igual, e se elevam a níveis diferentes (em um formato semelhante a um guarda-chuva).
- Corimbo, com pedúnculos florais, partindo de pontos distintos da haste, se elevam a um mesmo nível.
- Capítulo, com flores sésseis e inseridas em um receptáculo, geralmente discoide, rodeado por um conjunto de brácteas. Inflorescência típica da família Asteraceae.
- Espigueta, formada por espiga muito curta. Inflorescência típica da família Poaceae (gramíneas).

Racemo
Panícula
Espiga
Espádice
Umbela
Corimbo
Capítulo

### Inflorescência definida
Numa inflorescência definida, o eixo principal termina numa flor, que floresce em primeiro lugar e cujo crescimento é limitado. As outras flores aparecem sucessivamente em direção à periferia, em ráquis secundários que, por vezes, podem ser muito curtos. Neste caso, fala-se de "ramificação simpodial". O tipo principal de inflorescência definida é a cimeira. As cimeiras podem ser divididas de acordo com o seguinte esquema:
- Cima unípara ou monocásio, com apenas um eixo secundário. Podendo ser escorpioide ou helicoide.
- Cima bípara ou dicásio, cimeira que apresenta, sob a flor terminal do eixo principal, dois eixos laterais floríferos opostos, também terminados por flor, os quais podem igualmente originar outros dois, e assim sucessivamente. Em alguns casos, o dicásio pode carecer de flor terminal, como na begônia.
- Cima multípara ou pleiocásio,
- Glomérulo, com flores sésseis ou subsésseis aglomeradas entre si, de configuração globosa.
- Ciátio, formada por uma flor feminina central, nua, pedicelada e com ovário tricoco, cercada por várias flores masculinas constituídas apenas pelos estames, e um invólucro caliciforme de brácteas, alternando-se com glândulas, que envolve o conjunto de flores. Inflorescência típica do gênero Euphorbia.
- Sicônio, cujo receptáculo é escavado, formando uma cavidade quase fechada, onde se inserem flores unissexuais, como no figo.

Monocásio
Dicásio
Dicásio
Dicásio
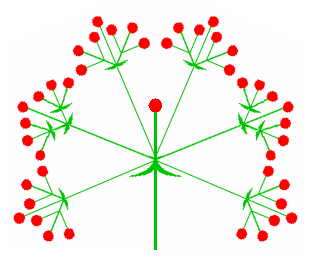
Pleiocásio

## Inflorescências compostas
Podemos, contudo, encontrar inflorescências com todo o tipo de combinações. Por vezes, a inflorescência, no seu todo, tende a simular uma flor simples, como no caso do edelweiss. Existem, portanto, as inflorescências:
- Homogéneas:
  - Umbelas compostas,
  - Espigas compostas.
- Mistas:
  - Tirso, que forma um racemo de cimeiras;
  - Panícula de espigas;
  - Corimbo de capítulos;
  - Espiga de cimeiras;
  - Espiga de glomérulos.